# Municipio de Yanceyville
El municipio de Yanceyville (en inglés: Yanceyville Township) es un municipio ubicado en el  condado de Caswell en el estado estadounidense de Carolina del Norte. 

## Geografía
El municipio de Yanceyville se encuentra ubicado en las coordenadas 36°24′35.14″N 79°18′50.89″O / 36.4097611, -79.3141361.